# Swedish Open 1967
Die Swedish Open 1967 im Badminton fanden vom 14. bis zum 15. Januar 1967 in Borås statt. Es war die 12. Austragung der Titelkämpfe. Es war einer der wenigen Starts von DDR-Badmintonspielern im nichtsozialistischen Ausland. Gottfried Seemann, Klaus Katzor, Beate Herbst und Ruth Preuß vertraten die DDR. Als beste Platzierungen sprangen zwei Viertelfinalteilnahmen von Ruth Preuß im Einzel und im Doppel mit Beate Herbst heraus.

## Teilnehmende Länder und Sportler
- Schweden 39
- Dänemark 21
- BRD 6
- DDR 4
- Norwegen 4
- Niederlande 1
- Singapur 1

## Sieger und Platzierte
| Disziplin    | Gold                                | Silber                     | Bronze                                        |
| ------------ | ----------------------------------- | -------------------------- | --------------------------------------------- |
| Herreneinzel | Svend Pri                           | Erland Kops                | Henning Borch                                 |
| Herreneinzel | Svend Pri                           | Erland Kops                | Sture Johnsson                                |
| Dameneinzel  | Ulla Strand                         | Imre Rietveld              | Marieluise Wackerow                           |
| Dameneinzel  | Ulla Strand                         | Imre Rietveld              | Eva Twedberg                                  |
| Herrendoppel | Svend Pri Per Walsøe                | Erland Kops Henning Borch  | Klaus Kaagaard Tom Bacher                     |
| Herrendoppel | Svend Pri Per Walsøe                | Erland Kops Henning Borch  | Franz Beinvogl Willi Braun                    |
| Damendoppel  | Lonny Funch Ulla Strand             | Eva Twedberg Imre Rietveld | Marieluise Wackerow Irmgard Latz              |
| Damendoppel  | Lonny Funch Ulla Strand             | Eva Twedberg Imre Rietveld | Lizbeth von Barnekow Pernille Mølgaard Hansen |
| Mixed        | Per Walsøe Pernille Mølgaard Hansen | Henning Borch Ulla Strand  | Tom Bacher Lonny Funch                        |
| Mixed        | Per Walsøe Pernille Mølgaard Hansen | Henning Borch Ulla Strand  | Klaus Kaagaard Anne Flindt                    |

## Finalergebnisse
| Disziplin    | Sieger                              | Finalist                   | Ergebnis          |
| ------------ | ----------------------------------- | -------------------------- | ----------------- |
| Herreneinzel | Svend Pri                           | Erland Kops                | 15–6, 9–15, 15–7  |
| Dameneinzel  | Ulla Strand                         | Imre Rietveld              | 11–6, 4–11, 11–6  |
| Herrendoppel | Svend Pri Per Walsøe                | Erland Kops Henning Borch  | 15–2, 15–12       |
| Damendoppel  | Lonny Funch Ulla Strand             | Eva Twedberg Imre Rietveld | 15–9, 15–4        |
| Mixed        | Per Walsøe Pernille Mølgaard Hansen | Henning Borch Ulla Strand  | 15–6, 11–15, 15–4 |